# 석천초등학교 (화성시)
석천초등학교는 대한민국 경기도 화성시에 있는 공립 초등학교이다.

## 학교 연혁
- 1948.03.27 우정국민학교 석천분교장 개교
- 1952.09.04 석천국민학교 개교
- 1996.03.01 석천초등학교 개명
- 2006.02.16 제54회 졸업생 65명 배출(총 5688명 배출)
- 2006.03.01 14학급, 505명(유치원1학급)
- 2006.07.01 경기도교육청 지정 학교혁신 시범학교 지정
- 2007.02.14 제55회 졸업생 61명 배출(총 5749명)
- 2007.03.01 14학급 편성(유치원1학급)
- 2008.03.01 12학급 편성(유치원1학급)
- 2010.03.01 경기도 교육청 지정 재량 특별활동 시범학교 지정
- 2011.02.15 제59회 졸업생 45명 배출(총 5950명)
- 2012.07.01 화성 창의지성교육도시 모델학교 지정
- 2013.02.15 제61회 졸업생 28명 배출(총 6027명)
- 2013.03.01 김선렬 교장선생님 취임
- 2015.02.14 제63회 졸업식(총 6088명)
- 2015.03.01 경기도교육청지정 안전교육 연구시범학교 운영
- 2015.03.01 13학급 편성(특수 1학급 포함), 유치원 1학급

## 참고 자료
- 석천초등학교 - 한국교육학술정보원 학교알리미